# 陈放 (1944年)
陈放（1944年—2005年11月19日），黑龙江省哈尔滨市人，中华人民共和国作家，以纪实性、反腐败题材小说知名。
1979年，陈放创作短篇小说《最后一幅肖像》，1980年改写为电影剧本，由安徽电视台拍摄成电视剧在中国中央电视台播出。他在报告文学、政论、经济专著、历史专著、电视专题片、影视剧本等方面均有涉猎。担任的最后一个单位职务是中国农业电影制片厂编剧。
1997年，陈放因30万字的长篇小说《天怒》而名声大振。小说是以北京前副市长王宝森自杀，市长、政治局委员陈希同被逮捕判刑为背景。《美国之音》采访其子陈汉青，据他所述，陈放因《天怒》受到很多威胁，家里每天都能接到恐吓电话，也有人来敲门。陈放曾在深圳遭到毒打，而在北京街道上，好几次遭到暗算，有人想把他从人行道推到机动车辆行驶的马路上去。宣传部门因《天怒》内容敏感，限制发行。结果造成超过百万册的盗版。1998年，陈放将《天怒》扩写至70万字，以《天怒人怨》之名出版，同样获得成功。
2000年，陈放完成反腐题材、长篇纪实小说《都市危情》。2000年1月至12月，陈放以访问学者和客座教授身份在日本进行学术研究。2001年5月30日，陈放被检查出“脑堵塞”，左半身几乎瘫痪。在这种情况下，陈放完成中日警方联手打击在日黑社会犯罪小说《海怒》，以及小说《地怒》。
2005年2月，陈放被查出前列腺癌晚期。11月14日，因为心梗住进北京人民医院急救室。11月19日1点45分，因心肌梗塞在北京人民医院逝世，享年61岁。妻子齐逸梅认为陈放的逝世，与他出书后所受到的压力有很大关联。齐逸梅说：“很有影响。他的健康，完全是他这一生遭遇的事件，社会压力特别大.......他一直是没有特别自由的......”
2013年，武汉大学出版社出版陈放、史铁生的遗作——小说《男人、女人、残疾人》。该小说由陈放与史铁生、刘树生、甘铁生、刘树华、晓剑五人在1980年代中期共同创作。小说原稿由晓剑保存，但因各种原因，长期未能出版。